# Dojran
Dojran (macedónul Општина Дојран, albánul Dojrani, bolgárul Дойран, görögül Δοϊράνη [Doirane]) község (járás) Észak-Macedóniában, melynek székhelye Sztar Dojran.

## Földrajz
Az ország délkeleti részén, a görög határ mellett fekszik. Itt található a Dojrani-tó.

## A községhez tartozó települések
|  | - Sztar Dojran - Durutli (Dojran) - Gyopcseli - Kurtamzali - Nikolity (Dojran) - Nov Dojran - Organdzsali - Szevendekli - Szretenovo - Furka - Crnicsani (Dojran) - Csausli - Dzsumabosz |

## Népesség
|  | Dojran községnek 2002-ben 3 426 lakosa volt, melyből 2 641 fő macedón (77,1%), 402 török (11,7%), 277 szerb (8,1%) és 106 egyéb nemzetiségű. |